# Holubinka kolčaví
Holubinka kolčaví (Russula mustelina), někdy zvaná hříbková, je jedlá houba z čeledi holubinkovitých. Díky své velikosti a vydatnosti se řadí mezi nejlepší jedlé holubinky.

## Popis
Klobouk má v průměru 5 - 12 cm. V mládí je polokruhovitý, později plochý a na okrajích rýhovaný. Velmi masitý, tvrdý a dlouho pevný. Za sucha matný, za vlhkého počasí slizký. Barva může být okrově hnědá, ryzavě hnědá až tmavohnědá, bez jiných barev. Střed je temnější. Pokožka bývá zvrásněná, ale neslupitelná.
Lupeny jsou bílé až smetanově zabarvené, na ostří s hnědými skvrnami.
Třeň je v mládí bílý, kyjovitého tvaru, časem hnědne, 4 - 8 cm vysoký, až 3 cm široký, uvnitř komůrkovitě dutý.
Výtrusový prach je medově zbarvený.

## Výskyt
Roste převážně v jehličnatých lesích, zejména ve smrčinách na vlhkých místech a podél lesních cest v podhorských a horských oblastech. V období od července do září. Má ráda kyselou půdu.

## Využití
Holubinka kolčaví je jedlá houba, velmi dobrá, lahodně oříškové chuti. Vhodná úprava za čerstva, ale i k nakládání.

## Záměna
Za mlada se až šálivě podobá hřibu smrkovému (Boletus edulis), proto je někdy zvaná také jako holubinka hříbková. Ve stáří se barvou podobá jiným holubinkám, jako je např. holubinka celokrajná (Russula integra), která je také jedlá. Nebezpečná je zdánlivá podoba s nejedlou holubinkou brunátnou (Russula badia), která roste pod borovicemi a smrky na písčité půdě. Barvou a velikostí se dá zaměnit také s holubinkou smrdutou (Russula foetens), která má palčivou chuť a páchne po rybách.